# Watha
Watha é uma cidade  localizada no estado norte-americano de Carolina do Norte, no Condado de Pender.

## Demografia
Segundo o censo norte-americano de 2000, a sua população era de 151 habitantes.
Em 2006, foi estimada uma população de 194, um aumento de 43 (28.5%).

## Geografia
De acordo com o United States Census Bureau tem uma área de 2,4 km², dos quais 2,4 km² cobertos por terra e 0,0 km² cobertos por água.

## Localidades na vizinhança
O diagrama seguinte representa as localidades num raio de 20 km ao redor de Watha.